# Institut français des experts-comptables et des commissaires aux comptes
Pour les articles homonymes, voir IFEC.
 (août 2012).
Si vous disposez d'ouvrages ou d'articles de référence ou si vous connaissez des sites web de qualité traitant du thème abordé ici, merci de compléter l'article en donnant les références utiles à sa vérifiabilité et en les liant à la section « Notes et références ».
L'Institut français des experts-comptables et des commissaires aux comptes (IFEC) est le premier syndicat patronal de la profession comptable. Il a été créé en 1962.